# アムダリヤ川
アムダリヤ川（アムダリヤがわ、ペルシア語：آمودریا, Āmū Daryā、タジク語: Омударё、ウズベク語: Amudaryo / Амударё、カラカルパク語: Әмиўдәрья / Ámiwdárya、トルクメン語: Amyderýa）は、パミール高原・ヒンドゥークシュ山脈から発するパンジ川とヴァクシュ川が合流し、北西へ向かって流れる。元々はアラル海に注いでいたが、現在は河口部ではほぼ干上がっている。延長2574km、全長1415km。

## 呼称
「ダリヤ」は、「海（転じて大河）」を意味するペルシア語のテュルク語読みになるので、アム川と表記する場合も見られる。
中国語文献に嬀水（きすい）又は烏滸河（おこが）とみえる。ギリシア語文献でオクソス（Ὦξος、Oxos）の名前で記されている川で、ソグド語では「ワフシュ」（wxwšw）と呼ばれ神格のある大河であった。ペルシア語の「アームー（・ダルヤー）」の他に、アラビア語ではジャイフーン川（جيحون, Jayḥūn）とも称されていた。

## 地理

### パンジ川

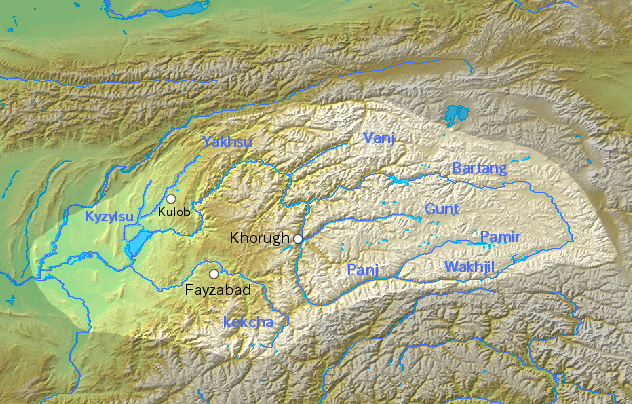
パンジ川の流域

アムダリヤ川の源流はヒンドゥークシュ山脈のワフジール峠（標高4,923m）から発するワフジル川である。これにオクスー川が加わってワハン川（ワハンダリヤ）になるが、すぐにパンジ川（ピャンジ川）と名前を変える。パンジとは「5つ」の意味であり、パミール高原の氷河や万年雪などから流れ出た4つの川（パミール川、グント川、バルタング川、ワンチ川）が次々と合流する。パンジ川はタジキスタンのゴルノ・バダフシャン自治州とアフガニスタンのバダフシャーン州の間の高山地帯を西に進み、途中で北に大きく向きを変えて長い距離を流れていく。その後また南に向きにを変えると、高山地帯を抜けてタジキスタンのハトロン州に入る。
ハトロン州とウズベキスタンのスルハンダリヤ州の間はパミール・アライ山脈から南に幾筋もの支脈が走り、支脈と支脈の間に盆地が広がる複雑な地形になっている。パンジ川が最初に出会うのはアフガニスタンのタハール州からハトロン州に広がる盆地であり、その西にはクンドゥーズ州から広がる盆地がある。この辺りはいくつもの川が合流する地域で、まず北からキジルスー川が合流し、次に南からコクチャ川が合流する。北からヴァフシュ川（ワフシュ川）が合流すると、パンジ川はアムダリヤ川と名前を変える。

### アムダリヤ川
アムダリヤ川はタジキスタンとアフガニスタンの国境を西進し、南北から2つの川（クンドゥーズ川とカフィルニガン川）が合流する。この辺りからアムダリヤ川左岸（南側）では、トルクメニスタンのカラクム砂漠まで続く広大な平野が始まる。一方、アムダリヤ川右岸（北側）はウズベキスタンのスルハンダリヤ州に変わる。北から2つの川（スルハンダリヤ川とシェラバード川）が合流すると、パミール・アライ山脈の最後の支脈が終わり、アムダリヤ川は砂漠地帯に入る。
アムダリヤ川がトルクメニスタンのカラクム砂漠を北西に進んでいくと左岸にカラクーム運河、右岸にアム・ブハラ運河がある。ブハラではかつてはパミール高原の北側から流れてきたザラフシャン川が合流していたが、現在は干上がっている。アムダリヤ川が更にウズベキスタンのキジルクム砂漠とトルクメニスタンのカラクム砂漠の間の国境を北に流れていくと、トゥヤムユン屈曲部がある。ここから西はアラル海周辺のトゥラン低地である。この一帯はかつては河口デルタだった場所で、現在でも巨大なオアシスがある。しかしカラクーム運河の分流量が多すぎた為に、アラル海が干上がり自然破壊や水の危機が深刻化している。

## 歴史
アムダリヤ川を通じて流れてくる大量の川砂はカラクム砂漠やキジルクム砂漠、河口デルタを形成した。アラル海南岸の肥沃なデルタ地帯では4～5千年前から人が住み始め、農業が行われたことが様々な遺跡の調査で判明している。アムダリヤ川の支流の1つであるコクチャ川には、有史以前からラピスラズリで知られていたバダフシャーン（バダフシャン）があった。またアムダリヤ川の上流域はトハーリスターン地方、中流域はザラフシャン川水系のブハラ、河口部には古都キャトなどのホラズム地方が隣接していた。またかつてのケリフ・ウズボイ（涸れ谷）や現代のカラクーム運河などを通じてメルブ遺跡（現在のマル）にも分流しており、流域では様々な文明が生まれ滅んでいった。数千年の間にアムダリヤ川の流路は何度も変わり、川の流れが著しく変わるたびに人々は城を造り替えたため、その下流には多くの都城跡が残されている。例えば10～13世紀までホラズム王国の首都として栄えたウルゲンチは14世紀までホラズム地方の中心として栄えたが、17世紀にアムダリヤ川の流路が変わると南東150kmのヒヴァに繁栄の中心が遷り、ヒヴァ・ハン国などが出来た。
アムダリヤ川は中央アジアの大平原を2つに分け、北方からやってくる遊牧民とイラン人などの地元住民を分ける国境としての役割も果たした。サーサーン朝時代には東方境域であるフワラーサーン（後のホラーサーン）地方と昭武九姓などが住むソグド地方とを分け、イスラーム時代になってもホラーサーンとマー・ワラー・アンナフルを分かつ境となった。19世紀のアムダリヤ川はグレート・ゲームを演じるロシア帝国と大英帝国がせめぎ合う境界となり、20世紀には共産圏とそれ以外がせめぎ合う境界となった。

## 気象

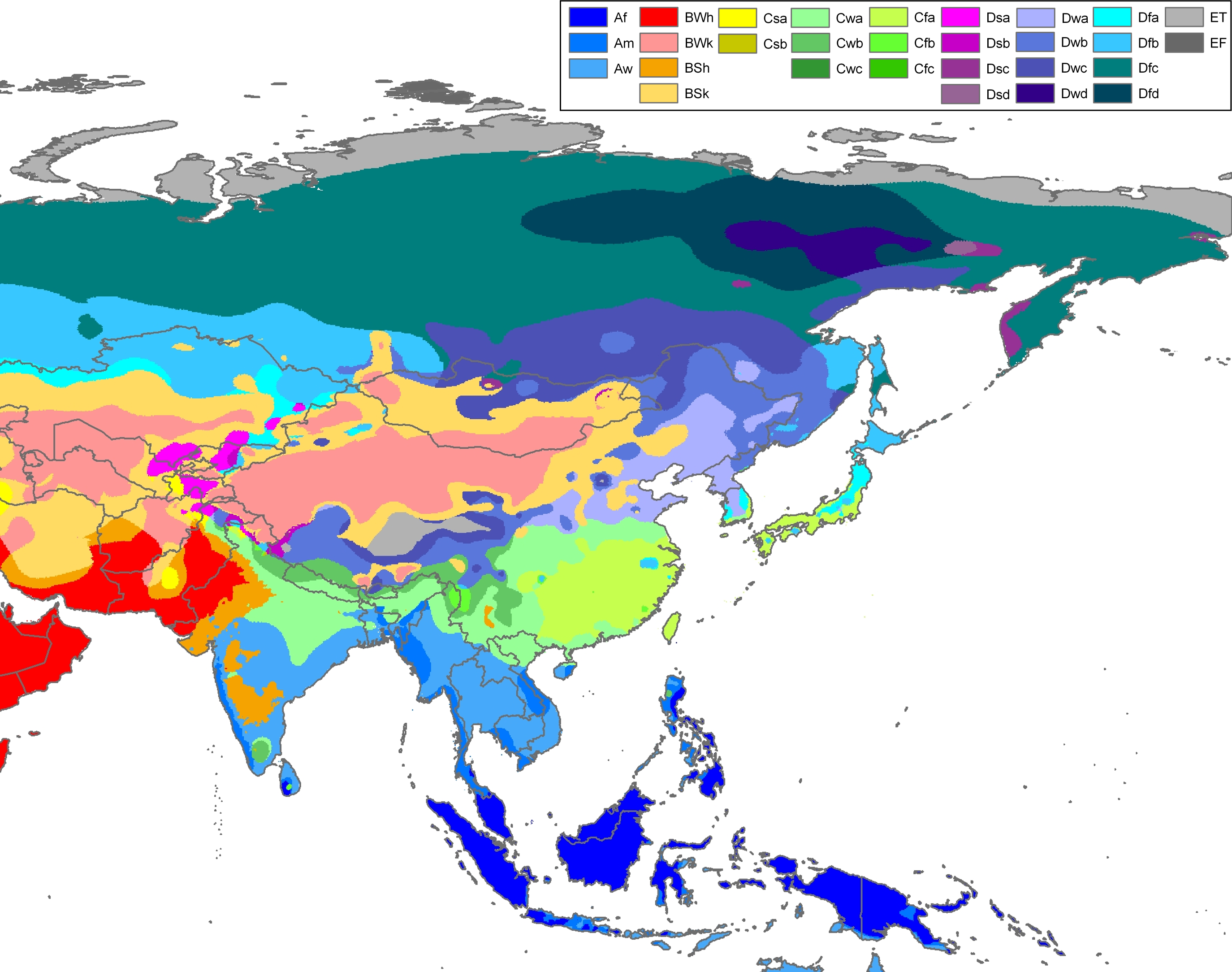
ケッペンの気候区分

ケッペンの気候区分によると、パンジ川は高地地中海性気候に属し、アムダリヤ川の上流域と中流域は地中海性気候やステップ気候や砂漠気候に属し、河口部は砂漠気候に属する。

## 支流
源流
- ワフジル川
- オクスー川
- ワハン川（ワハンダリヤ）
- パンジ川（ピャンジ川）

パンジ川
- パミール川
- グント川
- バルタング川 -  ウソイ・ダム
- ワンチ川
- キジルスー川
- コクチャ川
- ヴァフシュ川（ワフシュ川） - ログン・ダム、サングツダ 2 水力発電所、 ヌレークダム

アムダリア川
- クンドゥーズ川
- カフィルニガン川
- スルハンダリヤ川
- シェラバード川

分流
- カラクーム運河
- アム・ブハラ運河

かつての分流
- ウズボイ川

島
- アラル・パイガンバル島

## 流域の都市
パンジ川
- ホログ（タジキスタン）
- クリャーブ（タジキスタン）
- ファイザバード（アフガニスタン)

上流部
- ボクタール（タジキスタン）
- テルメズ（ウズベキスタン）
- クンドゥーズ（アフガニスタン）

中流部
- テュルクメナバート（トルクメニスタン）

河口部
- ウルゲンチ（ウズベキスタン）
- ヌクス（ウズベキスタン）

## 交通
パンジ川
- ホログ（タジキスタン）-  タジク＝アフガン友好橋（英語版）の1つ。パミール・ハイウェイ。
- シルハン（アフガニスタン） - 国境検問所。タジク＝アフガン友好橋（英語版）の1つ。アジアハイウェイ7号線[7]。

上流部
- ハイーラターン（アフガニスタン）- 国境検問所。テルメズとの間にアフガニスタン＝ウズベキスタン友好橋（鉄道橋）、アジアハイウェイ62号線[7]。

中流部
- アタミラト（トルクメニスタン）- アタミラト・ケルキ橋（鉄道橋と道路）

## 遺跡
パンジ川

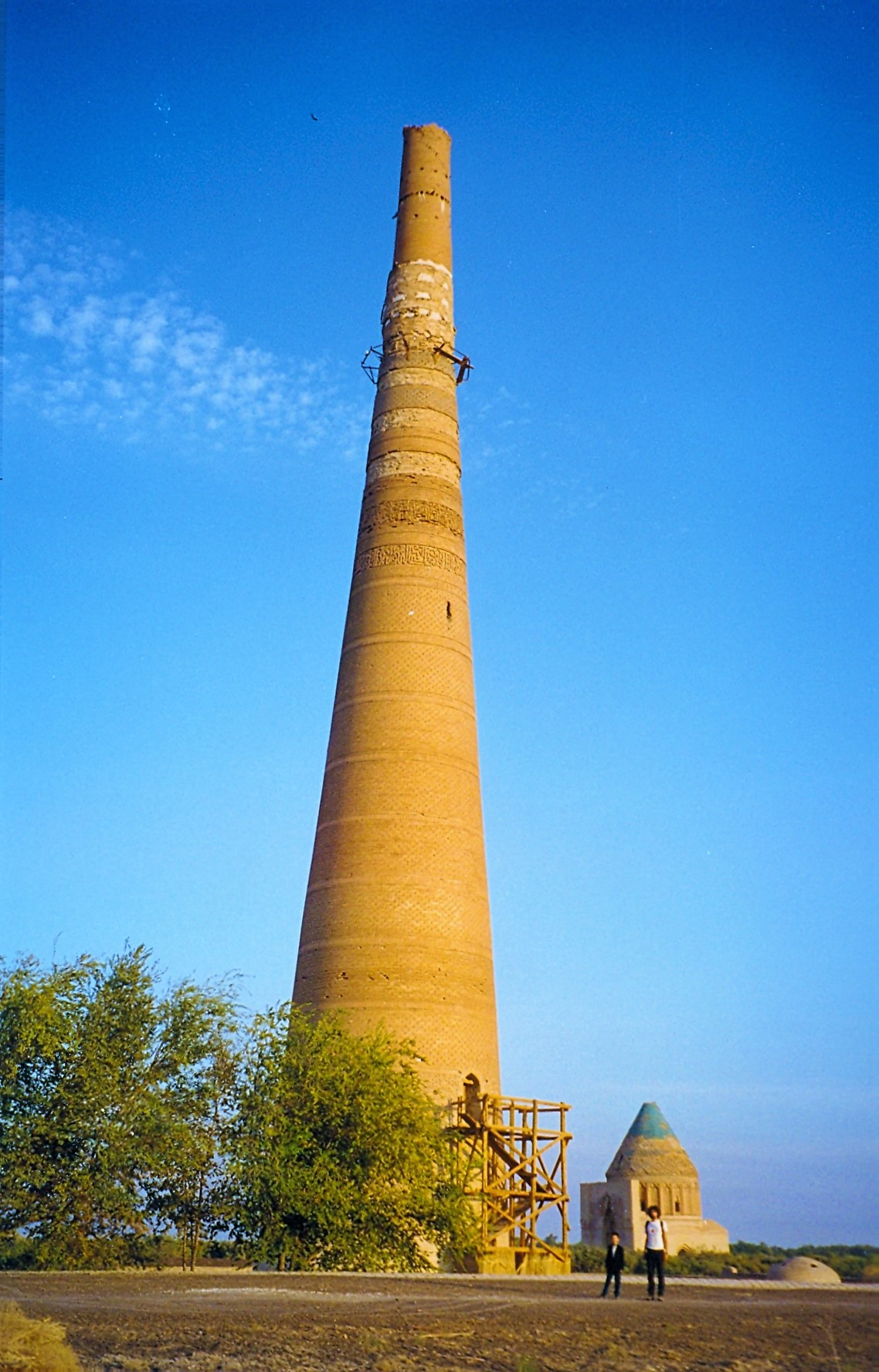
クトルグ・ティムール・ミナレット（クフナ・ウルゲンチ）

- ショルトゥガイ - ハラッパー文明、バクトリア文明の遺跡[8]
- アイ・ハヌム - コクチャ川河口[9]

上流部
- タフティ・サンギン（英語版） - ヴァクシュ川河口[10]
- カラテパ - スルハンダリヤ川河口の仏教遺跡。スルハンダリヤ川にはダルヴェルジン・テペ遺跡もある。
- カンピルテパ - シェラバード川河口

河口部
- トプラク・カラ城[11]
- コイ・クリルガン・カラ[11]
- クトルグ・ティムール・ミナレット（Gutluk-Temir Minaret） - ウルゲンチにある塔。ジョチ・ウルスのホラズム総督クトルグ・ティムール（英語版）が建設。高さ67mに及び、中央アジアで最も高い塔だと言う[要出典]。

## 資源
アムダリヤ川の中流部には左岸のカラクム砂漠を中心に、トルクメニスタンからアフガニスタンまで数百キロ続く広大なアムダリヤ堆積盆地（Armu Darya Basin）があり、天然ガスや石油を産出する。一方、アムダリヤ川の上流部からパンジ川の河口部にかけてはアフガン・タジク堆積盆地（Afghan-Tajik Basin）があり、こちらにも大量の資源があると予想されている。

## 環境

### 環境破壊
中流部

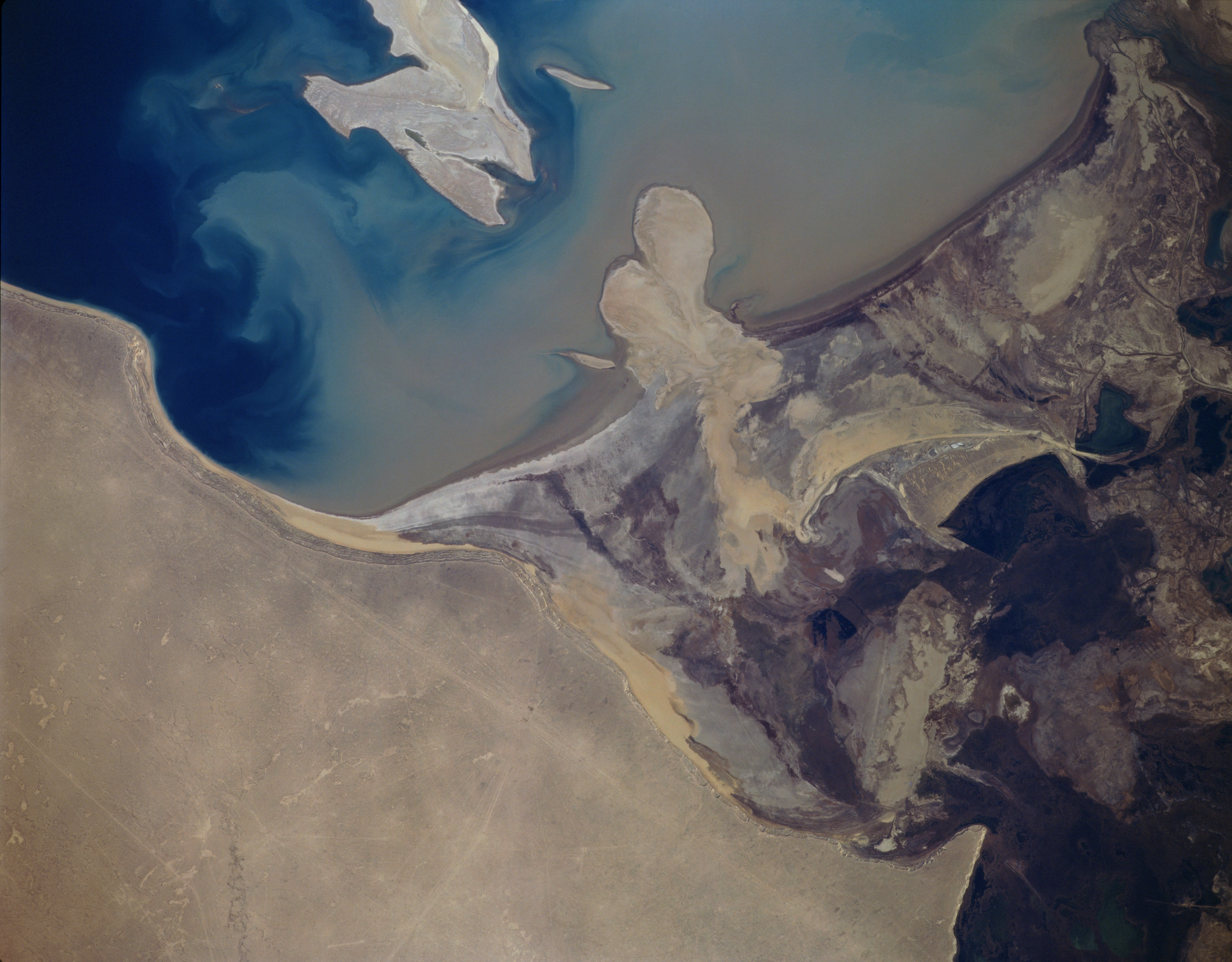
河口附近の衛星写真（1994年）

1960年代以降、旧ソ連の「自然改造計画」によりカラクーム運河が建設され農地が開発された。しかし、この運河は原始的工法で、水が大量に大地に吸収されてしまっている。さらに砂漠気候（BWk）の気象条件下で蒸発量も多く、この蒸発と毛細管現象に伴う激しい塩害が発生している。さらに巻き上げられた塩・農薬による、住民の健康被害も発生している。
河口部
下流域には中央アジアで最大規模の河畔林のトゥガイがあり、中央アジアの砂漠地帯にありながら生物多様性に富む。特に絶滅危惧種のタシケントアカシカにとっては重要な生息地である。
カラクーム運河の建設や下流部での無計画な灌漑により、流入量の激減したアラル海は急速に縮小し、周辺環境が大きく悪化している。また、下流での灌漑排水がサリカミシュ低地に流れ込み、新たに巨大な湖が誕生するという事態も発生している。
下流域の北部からアラル海の南東側一帯の地域は2021年にユネスコの生物圏保護区に指定された。

### 自然保護区
パンジ川
- ティグロヴァヤ・バルカ自然保護区（英語版）（タジキスタン）

上流部
- コイテンダグ自然保護区（英語版）（トルクメニスタン）
  - ケリフ禁猟区（英語版）（トルクメニスタン）

中流部
- アムダリア州立自然保護区（英語版）（トルクメニスタン）

河口部
- バダイ・ツガイ自然保護区（英語版）（ウズベキスタン）
- アムダリヤ下流部州立生物圏保護区（ウズベキスタン）[13]